# کوستل کنستانتین
کوستل کنستانتین (رومانیایی: Costel Constantin؛ زاده ۲۰ اکتبر ۱۹۴۲) بازیگر اهل رومانی است. وی دانش‌آموختهٔ دانشگاه ملی فیلم و تئاتر کاراجیاله است.
از فیلم‌ها یا مجموعه‌های تلویزیونی که وی در آن‌ها نقش داشته است، می‌توان به انتقام، خواب جزیره، حق‌السکوت، نشان مار و نفرین زمین، نفرین عشق اشاره نمود.